# Годжа, Михал
Ми́хал Ми́лослав Го́джа (словац. Michal Miloslav Hodža, 22 сентября 1811 — 26 марта 1870) — словацкий филолог, лютеранский священник, писатель и поэт.

## Биография
Михал Милослав Годжа родился 22 сентября 1811 года в крестьянской семье в турчьянской деревне Ракша. В 1834 году окончил лютеранский лицей в Братиславе, работал в «Обществе чехословацкого языка и литературы». В 1837 году он закончил изучение теологии в Вене и стал священником в Липтовском Микулаше. В это же время издаёт журналы на словацком языке. Кроме того, он писал духовные песни.

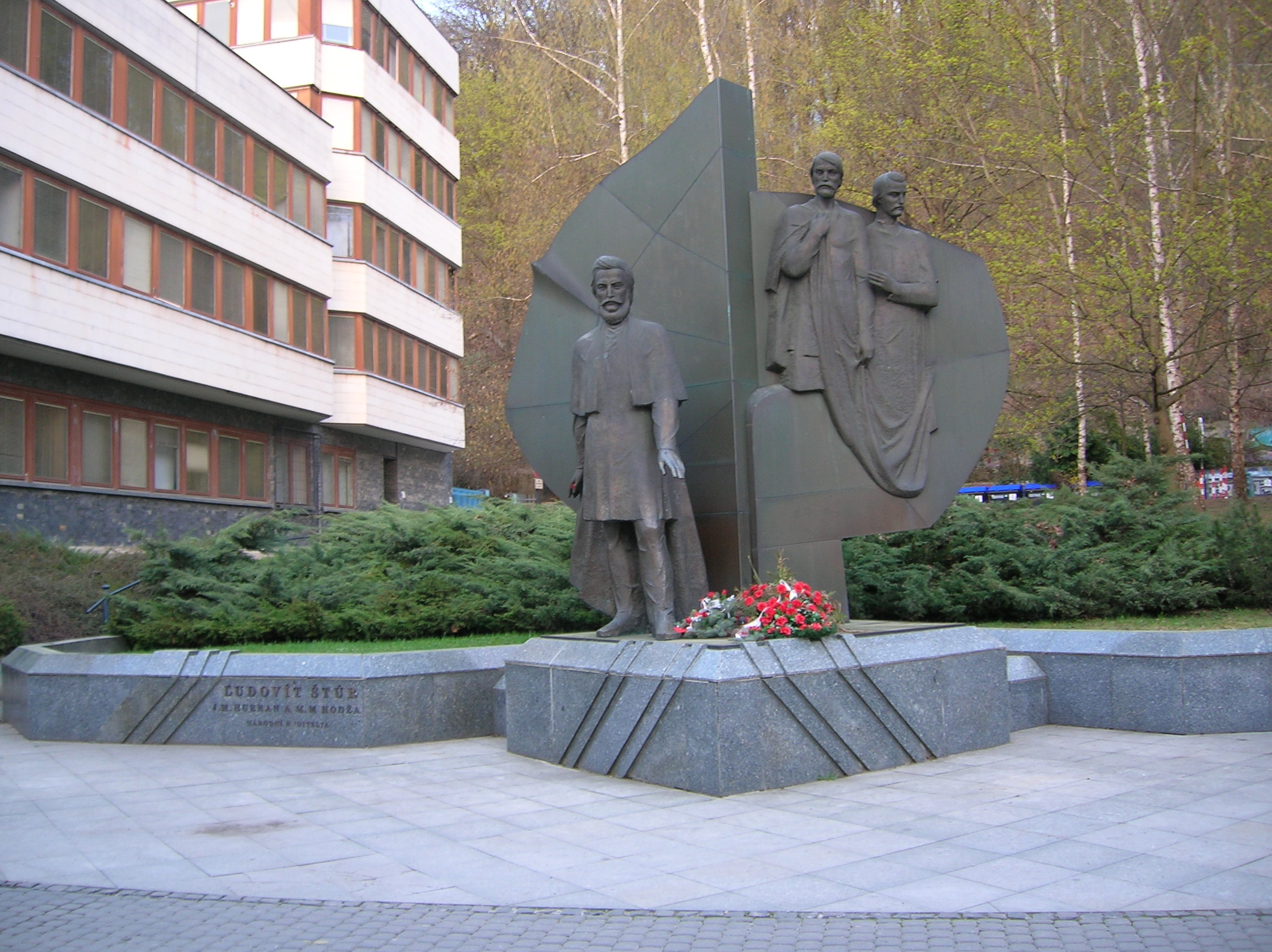
Памятник деятелям словацкого возрождения в Тренчине (Л. Штур,
Й. Гурбан и М. Годжа)

В 1843 году встретился с Людовитом Штуром и Йозефом Гурбаном в Глбоке, где был кодифицирован штуровский вариант словацкого языка.
Во время Венгерского восстания Годжа стоял на стороне австрийского правительства. Оставив Венгрию, он издал книгу «Der Slowak. Beiträge zur Beleuchtung der slawischen Frage in Ungarn» (Прага, 1848); за его голову Кошут даже назначил награду. В это же самое время он рассорился со Штуром и отдалился от литературного движения. После издания церковного патента 1859 года Годжа снова повёл упорную борьбу с мадьярской партией по церковному вопросу.
В 1863—1867 гг. он был одним из основателей Словацкой Матицы.
Михал Милослав Годжа умер 26 марта 1870 года в Цешине.
В 2011 году почта Словакии выпустила почтовую марку в честь 200-летия Михала Милослава Годжы.